# کرایکوو (استان اشوی‌داشکسیه)
کرایکوو (به لهستانی: Krajków) یک منطقهٔ مسکونی در لهستان است که در گمینا پاوووو واقع شده‌است. کرایکوو ۲۴۰ نفر جمعیت دارد.